# Simion Popescu
Simion Popescu (11 agosto 1995) è un ex lottatore rumeno, specializzato nella lotta greco-romana.

## Palmarès

### Olimpiadi
- 1 medaglia:
  - 1 bronzo (Città del Messico 1968 nei -63 kg)

### Mondiali
- 3 medaglie:
  - 1 oro (Bucarest 1967 nei -63 kg)
  - 2 argenti (Bucarest 1967 nei -63 kg; Edmonton 1970 nei -68 kg)

### Europei
- 2 medaglie:
  - 1 oro (Minsk 1967 nei -63 kg)
  - 1 bronzo (Essen 1966 nei -63 kg)